# Ny och nedan
Ny och nedan är månens växande och avtagande faser.

## Folktro
Månfaserna har spelat en viktig roll i folktro i många kulturer. Ny har ofta kopplats samman med något positivt och växande och nedan med något avtagande eller negativt. Den romerska författaren Plinius framhöll den här skillnaden och Julius Caesar berättar att hans soldater endast gick ut i strid vid nymåne. I den svenska folktron skulle sådd ske vid nymåne men sådant som växte nedåt, såsom rotfrukter, såddes i nedan.

### Nyårsny
Nyårsny, det vill säga den första nymånen på det nya året, tillskrevs särskilda egenskaper. Vanligt var att det som hände när man råkade få syn på månen ansågs ha inverkan på hur resten av året skulle bli. "Hvad man har i händerna när man oförberedd får se Nyårsny får man öfverflöd af hela året; men är man tomhändt så får man brist på allt."
En annan utsaga gjorde gällande att antalet dagar som nyårsny doldes bakom molnen motsvarade den tid som säden skulle dröja efter sådd.

## Etymologi
Substantivet ny som beteckning för tiden från nymåne till fullmåne, ”månen står/är i ny", är bildat till det fornsvenska adjektivet ny och har använts sedan äldre fornsvensk tid. På samma sätt är substantivet nedan, på fornsvenska nedhan, som beteckning för månfasen från fullmåne till nymåne bildat av ned.

## Ny och Nedan
De två dvärgarna Ny och Nedan (Nye och Nide) förekommer i strof 11 i Völuspá (Valans spådom) och i strof 25 i Vafþrúðnismál (Sången om Vavtrudner).